# Fête de Saint-Léon (Marseille)
La fête de Saint Léon est une fête rituelle qui se déroule à Marseille, dans les Bouches-du-Rhône, en région Provence-Alpes-Côte d’Azur. Elle vénère Saint Léon, saint patron protecteur de la ville de Sperlonga, en Italie, dont la statue est présentée dans une église marseillaise, l’église Saint-Laurent. 
La fête de Saint Léon de Marseille est inscrite à l’Inventaire du patrimoine culturel immatériel en France. 

## Historique
La fête de Saint-Léon est à l’origine une fête italienne, Saint Léon et Saint Roch étant les patrons de Sperlonga, ville du Latium. Saint Léon est là-bas un héros qui selon la légende, aurait libéré la ville italienne de l’invasion d’ Attila. 
La statue de Saint Léon arriva à Marseille en 1922, à l’église Saint-Laurent, en même temps que des Sperlongains émigraient eux aussi vers la cité phocéenne. C’est ainsi que commença le culte de Saint Léon à Marseille. Cependant, la fête dédiée au saint patron, qui se déroule en Italie le premier dimanche de septembre, ne fut reprise qu’au début des années 1950 à l’initiative d’un Sperlongais de souche, émigré à Marseille. À cette époque, la fête s’étalait sur trois jours, de nombreux musiciens venaient d’Italie. Puis au fil de temps, les festivités devinrent plus discrètes, allant même jusqu’à se contenter d’une simple messe sans procession. 
Ce n’est que dans les années 1990 qu’il fut décidé de reprendre la tradition de la fête de Saint Léon, avec une messe et la bénédiction de la mer. Dans la mesure où le    curé-archiprêtre de la cathédrale de Marseille, le père Ottonello, était napolitain, il accepta volontiers de relancer la procession suivie, selon la tradition, de la célébration eucharistique. 
Désormais, les italiens sont régulièrement invités à se joindre aux festivités.

## La fête de Saint-Léon à Marseille
Depuis le retour de la tradition dans les années 1990, la fête de Saint Léon se déroule le dimanche qui suit le 10 novembre, jour de la mort du saint vénéré. Le cortège de la procession part de l’église Saint-Laurent, où se trouvent toujours les statues de Saint-Léon et Saint-Roch. Elles sont sorties de l’église par des Sperlongains dans un cortège composé d’abord par les chevaliers de Saint-Lazare et le porteur du drapeau français et italien. Les statues arrivent ensuite et sont suivies par le clergé. La sortie des statues se fait au son de fanfares et des cloches de l’église. Arrivées sur le parvis, le prêtre procède à la bénédiction de la mer, de la ville, des bateaux et pêcheurs du port tout proche. 
Les reliques présumées de Saint Lazare, martyr de la ville, sont également présentées à cette occasion.
La procession démarre ensuite, en revoyant l’ordre du cortège de la sortie des statues, puisque les Chevaliers de Saint-Lazare se positionnent désormais entre les statues et les fidèles. Le défilé traverse le quartier Saint-Jean, fait une pause sur la place en face de Notre-Dame-de-la-Garde et poursuit son parcours jusqu’à la cathédrale de Marseille, où une messe est ensuite célébrée. À la sortie de la messe, un apéritif est offert par le comité des fêtes à tous les fidèles ayant participé à la fête de Saint-Léon.